# Comuna Nehaiivka, Korop
Nehaiivka (în ucraineană Нехаївка) este o comună în raionul Korop, regiunea Cernihiv, Ucraina, formată din satele Halîcivka, Lebedîn, Nehaiivka (reședința) și Norîțea.

## Demografie
Componența lingvistică a comunei Nehaiivka
     Ucraineană (97,82%)
     Rusă (2,13%)
Conform recensământului din 2001, majoritatea populației comunei Nehaiivka era vorbitoare de ucraineană (97,82%), existând în minoritate și vorbitori de rusă (2,13%).